# L'attrazione (film)
L'attrazione è un film del 1987 diretto da Mario Gariazzo.
Il soggetto è liberamente ispirato all'opera teatrale in versi Una partita a scacchi di Giuseppe Giacosa.